# Caudalonga quatropleon
Caudalonga quatropleon is een naaldkreeftjessoort uit de familie van de Colletteidae. De wetenschappelijke naam van de soort is voor het eerst geldig gepubliceerd in 2005 door Larsen.